# پیزر کانگدان
پیزر کانگدان (نام علمی: Scirpus congdonii) نام یک گونه از سرده تزک است.